# Olympische Sommerspiele 1908/Leichtathletik – Olympische Staffel (Männer)
Die olympische Staffel der Männer bei den Olympischen Spielen 1908 in London wurde am 25. Juli 1908 im White City Stadium entschieden. Tags zuvor wurden in drei Vorläufen die Finalisten ermittelt. Die olympische Premiere des Staffellaufs bestand aus unterschiedlichen Teilstrecken: 2 × 200 m, 1 × 400 m und 1 × 800 m waren zu laufen. Obwohl diese Staffel nur einmal im olympischen Programm stand, bürgerte sich die Bezeichnung olympische Staffel ein. Einen Staffelstab gab es noch nicht. Die Wechsel wurden durch "Abschlagen" vollzogen.
Staffelgold ging an das Team der Vereinigten Staaten in der Besetzung William Hamilton, Nate Cartmell, John Taylor und Mel Sheppard. Deutschland gewann mit Arthur Hoffmann, Hans Eicke, Otto Trieloff und Hanns Braun die Silbermedaille. Bronze errang Ungarn (Pál Simon, Frigyes Mezei, József Nagy, Ödön Bodor, im Vorlauf außerdem: Vilmos Rácz).

## Rekorde
Einen Weltrekord gab es nicht für diesen Wettbewerb. Da diese Staffel vorher noch nicht im olympischen Programm gestanden hatte, existierte auch kein olympischer Rekord.
Zweimal wurde Olympiarekord bei diesen Spielen in der olympischen Staffel gelaufen:
- 3:32,6 min –  Ungarn (Pál Simon, Vilmos Rácz, József Nagy, Ödön Bodor) – erster Vorlauf, 24. Juli
- 3:27,2 min –  USA (William Hamilton, Nate Cartmell, John Taylor, Mel Sheppard) – dritter Vorlauf, 24. Juli

## Ergebnisse

### Vorläufe (24. Juli)
Es gab drei Vorläufe, deren Sieger sich für das Finale qualifizierten.

#### 1. Vorlauf
| Platz | Land     | Athlet                                               | Zeit (min) |
| ----- | -------- | ---------------------------------------------------- | ---------- |
| 1     | Ungarn   | Pál Simon Vilmos Rácz József Nagy Ödön Bodor         | 3:32,6 OR  |
| 2     | Schweden | Sven Låftman Knut Lindberg Knut Stenborg Evert Björn | k. A.000   |

In einem knappen Lauf gewann Ungarn mit drei Yards Vorsprung.

#### 2. Vorlauf
| Platz | Land        | Athlet                                               | Zeit (min) |
| ----- | ----------- | ---------------------------------------------------- | ---------- |
| 1     | Deutschland | Arthur Hoffmann Hans Eicke Otto Trieloff Hanns Braun | 3:43,2     |
| 2     | Niederlande | Evert Koops Jacobus Hoogveld Victor Henny Bram Evers | k. A.      |

Deutschland gewann mit klarem Vorsprung von neunzig Yards. Die für diesen Lauf gemeldeten Italiener um Emilio Lunghi zogen kurzfristig zurück, um ihren Landsmann Dorando Pietri in der Schlussphase des Marathonlaufs zu unterstützen.

#### 3. Vorlauf
| Platz | Land           | Athlet                                                      | Zeit (min) |
| ----- | -------------- | ----------------------------------------------------------- | ---------- |
| 1     | USA            | William Hamilton Nate Cartmell John Taylor Mel Sheppard     | 3:27,2 OR  |
| 2     | Großbritannien | George Hawkins Henry Pankhurst Edwin Montague Theodore Just | k. A.000   |
| 3     | Kanada         | Frank Lukeman Donald Buddo Lou Sebert Irving Parkes         | k. A.000   |

Im schnellsten Vorlauf wurden die Briten von den US-Amerikanern um 25 Yards distanziert.

### Finale (25. Juli)
| Platz | Land        | Athlet                                                                          | Zeit (min) |
| ----- | ----------- | ------------------------------------------------------------------------------- | ---------- |
| 1     | USA         | William Hamilton Nate Cartmell John Taylor Mel Sheppard                         | 3:29,4     |
| 2     | Deutschland | Arthur Hoffmann Hans Eicke Otto Trieloff Hanns Braun                            | 3:32,4     |
| 3     | Ungarn      | Pál Simon Frigyes Mezei József Nagy Ödön Bodor im Vorlauf außerdem: Vilmos Rácz | 3:32,5     |

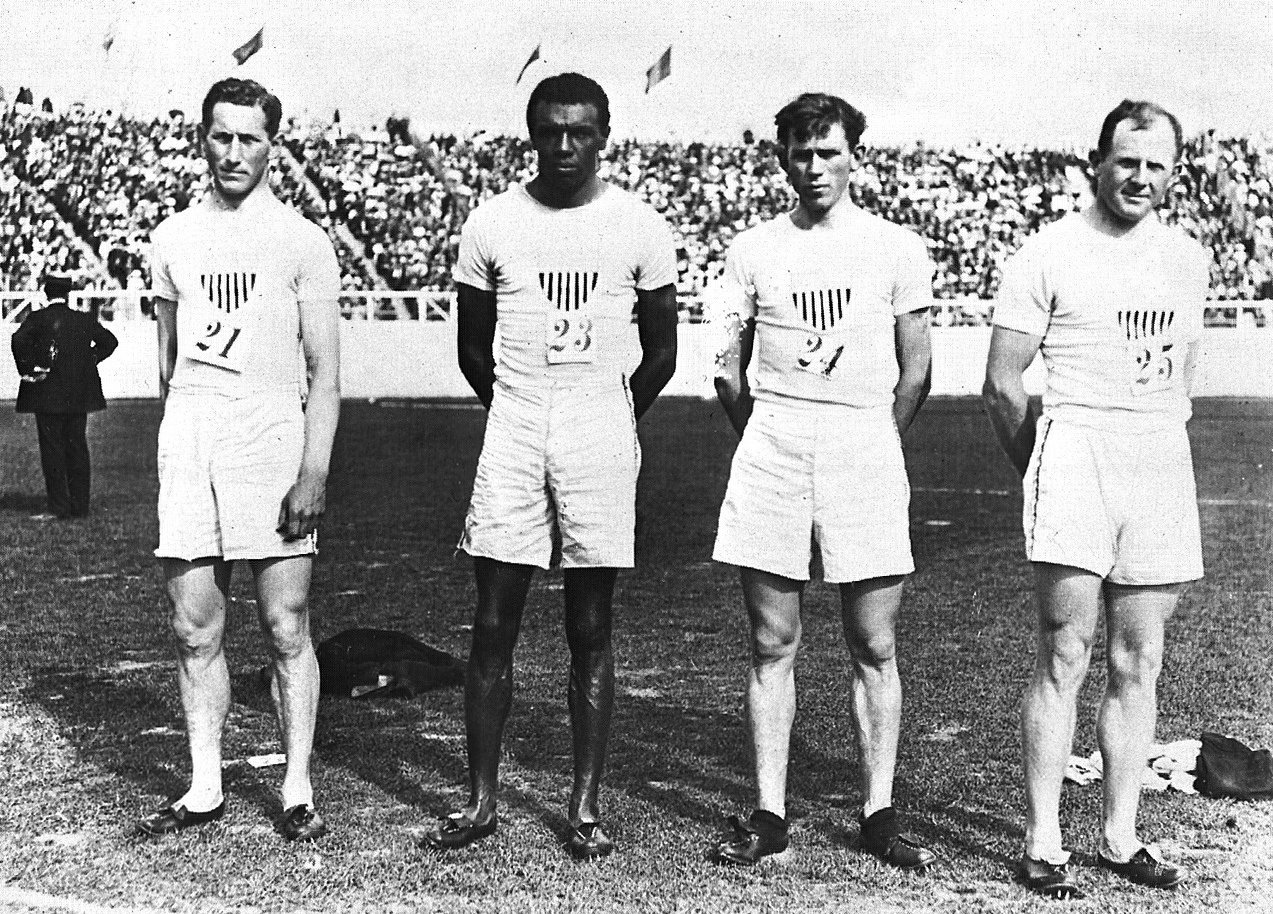
Die siegreiche US-Staffel, von links nach rechts: Nate Cartmell, John Taylor, Mel Sheppard, William Hamilton

Den einzigen Besetzungswechsel gab es in der ungarischen Mannschaft. Anstelle von dem im Vorlauf als zweitem Läufer eingesetzten Vilmos Rácz lief nun Frigyes Mezei.
William Hamilton brachte die US-Staffel gleich in Führung und wechselte mit ca. sechs Metern Vorsprung auf Ungarn, knapp dahinter Deutschland. Mit dem nächsten Läufer baute die USA ihre Führung aus, auf den Plätzen zwei und drei änderte sich nichts. John Taylor war der weitaus Schnellste auf seinem 400-Meter-Part, die USA war uneinholbar vorn. József Nagy erarbeitete für den ungarischen Schlussläufer nach zunächst hartem Kampf mit Otto Trieloff ca. fünf Meter Vorsprung. Der deutsche Schlussläufer Hanns Braun, vorher bereits 800-Meter-Dritter, holte den Rückstand gegen den 800-Meter-Vierten Ödön Bodor sukzessive auf und sicherte mit seinem Schlussspurt Silber für die deutsche Staffel. Zum Sieg genügte eine schwächere Zeit als im Vorlauf.